# Deuxième circonscription d'Athènes
 (juin 2020).

Situation de la deuxième circonscription d'Athènes

La deuxième circonscription d'Athènes ou Athènes B (en grec Εκλογική περιφέρεια Β΄ Αθηνών) est une ancienne circonscription législative de la Grèce. Elle correspond au territoire de l'aire urbaine d'Athènes à l'exception du dème (municipalité) d'Athènes.
Elle compte 1 438 936 électeurs inscrits en janvier 2015 et élit 44 députés au Parlement grec à la représentation proportionnelle avec prime majoritaire, ce qui fait d'elle la plus grande circonscription de Grèce. Pour cette raison, elle est scindée en décembre 2018 en trois nouvelles circonscriptions :
- Athènes B1 (en) : Athènes-Nord, Galatsi et Philadelphie-Chalcédoine,
- Athènes B2 (el) : Athènes-Ouest et
- Athènes B3 (el) : Athènes-Sud et une partie d'Athènes-Centre : Dafni-Ymittos, Héliopolis, Kaisariani, Vyronas et Zografou.

## Élections législatives de mai 2012

### Résultats
La deuxième circonscription d'Athènes élit 42 députés en mai 2012. Les élections ont lieu au scrutin proportionnel plurinominal avec prime majoritaire et un seuil de représentation de 3 % des suffrages exprimés au niveau national.
1 042 731 électeurs se sont exprimés sur 1 419 469 inscrits, soit un taux de participation de 73,46 %. Parmi les trente listes candidates, sept listes obtiennent au moins un siège dans la circonscription.
| Rang | Liste                              | Nombre de voix | Pourcentage des voix | Nombre de sièges |
| ---- | ---------------------------------- | -------------- | -------------------- | ---------------- |
| 1    | SYRIZA                             | +223 411,      | 21,82 %              | 9                |
| 2    | Nouvelle Démocratie                | +126 944,      | 12,40 %              | 14               |
| 3    | Grecs indépendants                 | +112 706,      | 11,01 %              | 5                |
| 4    | Parti communiste de Grèce          | +098 708,      | 9,64 %               | 4                |
| 5    | Mouvement socialiste panhellénique | +092 897,      | 9,07 %               | 4                |
| 6    | Aube dorée                         | +068 733,      | 6,71 %               | 3                |
| 7    | Gauche démocrate                   | +067 635,      | 6,60 %               | 3                |

### Députés

#### SYRIZA
La liste de la SYRIZA est en tête à cette élection et obtient neuf sièges.
| Rang | Nom                    | Nombre de voix |
| ---- | ---------------------- | -------------- |
| 1    | Sofía Sakoráfa         | +073 450,      |
| 2    | Panayótis Kouroumblís  | +054 807,      |
| 3    | Dimítrios Papadimoúlis | +040 267,      |
| 4    | Ioánnis Dragasákis     | +037 388,      |
| 5    | Réna Doúrou            | +029 362,      |
| 6    | Dimítris Stratoúlis    | +022 733,      |
| 7    | Nádia Valaváni         | +018 123,      |
| 8    | Petros Tatsopoulos     | +017 687,      |
| 9    | Euclide Tsakalotos     | +014 591,      |

#### Nouvelle Démocratie
La liste de la Nouvelle Démocratie obtient la deuxième place et quatorze sièges.
| Rang | Nom                              | Nombre de voix |
| ---- | -------------------------------- | -------------- |
| 1    | Kyriákos Mitsotákis              | +025 807,      |
| 2    | Kostís Hadjidákis                | +025 064,      |
| 3    | Sofía Voúltepsi                  | +022 870,      |
| 4    | Argyris Dinopoulos               | +020 539,      |
| 5    | Miltiádis Varvitsiótis           | +020 330,      |
| 6    | Spyrídon-Ádonis Georgiádis       | +019 955,      |
| 7    | Evángelos Meïmarákis             | +019 022,      |
| 8    | Aris Spiliotopoulos              | +018 639,      |
| 9    | Yerásimos Yakoumátos             | +017 406,      |
| 10   | Vyron Polydoras                  | +015 918,      |
| 11   | Ánna Karamanlí                   | +015 842,      |
| 12   | Panos Panagiotopoulos            | +015 797,      |
| 13   | Ekaterini Papakosta-Sidiropoulou | +013 623,      |
| 14   | Giannis Papathanasiou            | +012 724,      |

#### Grecs indépendants
La liste des Grecs indépendants est troisième et obtient cinq sièges.
| Rang | Nom                   | Nombre de voix |
| ---- | --------------------- | -------------- |
| 1    | Pános Kamménos        | +112 706,      |
| 2    | Ioannis Dimaras       | +040 510,      |
| 3    | Vassilios Kapernaros  | +023 415,      |
| 4    | Ioannis Manolis       | +014 366,      |
| 5    | Pavlos Kontogiannidis | +014 285,      |

#### Parti communiste de Grèce
La liste du Parti communiste de Grèce est quatrième et obtient quatre sièges.
| Rang | Nom                 | Nombre de voix |
| ---- | ------------------- | -------------- |
| 1    | Aléka Paparíga      | +098 708,      |
| 2    | Spyridon Chalvatzis | +028 288,      |
| 3    | Chrístos Katsótis   | +025 636,      |
| 4    | Lina Krokidi        | +025 155,      |

#### Mouvement socialiste panhellénique
La liste du Mouvement socialiste panhellénique est cinquième et obtient 4 sièges.
| Rang | Nom                    | Nombre de voix |
| ---- | ---------------------- | -------------- |
| 1    | Andréas Lovérdos       | +042 051,      |
| 2    | Michális Chryssohoïdis | +020 116,      |
| 3    | Mimis Androulakis      | +018 882,      |
| 4    | Apostolos Kaklamanis   | +017 466,      |

#### Aube dorée
La liste d'Aube dorée est sixième et obtient trois sièges.
| Rang | Nom                    | Nombre de voix |
| ---- | ---------------------- | -------------- |
| 1    | Nikólaos Michaloliákos | +068 733,      |
| 2    | Eléni Zaroúlia         | +013 217,      |
| 3    | Geórgios Germenís      | +012 006,      |
| 4    | Ilías Panayiótaros     | +011 204,      |

Le président du parti Nikólaos Michaloliákos choisit de siéger pour la première circonscription d'Athènes ; Ilías Panayiótaros devient député pour la deuxième circonscription d'Athènes.

#### DIMAR
La liste de la DIMAR est septième et obtient trois sièges.
| Rang | Nom                      | Nombre de voix |
| ---- | ------------------------ | -------------- |
| 1    | Fótis Kouvélis           | +067 635,      |
| 2    | Grigoris Psarianos       | +017 029,      |
| 3    | Odyssefs-Nikos Voudouris | +006 285,      |

## Élections législatives de juin 2012

### Résultats
La deuxième circonscription d'Athènes élit quarante-deux députés en juin 2012. Les sièges sont répartis à l'issue d'un scrutin proportionnel plurinominal avec prime majoritaire entre les listes ayant obtenu au moins 3 % des suffrages exprimés au niveau national.
1 006 144 électeurs se sont exprimés sur 1 420 926 inscrits, soit un taux de participation de 70,81 %. Parmi les dix-neuf listes candidates, sept listes obtiennent au moins un siège dans la circonscription.
| Rang | Liste                              | Nombre de voix | Pourcentage des voix | Nombre de sièges |
| ---- | ---------------------------------- | -------------- | -------------------- | ---------------- |
| 1    | SYRIZA                             | +313 956,      | 31,43 %              | 13               |
| 2    | Nouvelle Démocratie                | +261 917,      | 26,22 %              | 13               |
| 3    | Mouvement socialiste panhellénique | +085 342,      | 8,54 %               | 4                |
| 4    | Gauche démocrate                   | +077 078,      | 7,72 %               | 3                |
| 5    | Grecs indépendants                 | +073 686,      | 7,38 %               | 3                |
| 6    | Aube dorée                         | +063 689,      | 6,38 %               | 3                |
| 7    | Parti communiste de Grèce          | +053 580,      | 5,36 %               | 3                |

### Députés

#### SYRIZA
La liste de la SYRIZA est en tête et obtient treize sièges.
| Rang | Nom                    |
| ---- | ---------------------- |
| 1    | Sofía Sakoráfa         |
| 2    | Panayótis Kouroumblís  |
| 3    | Dimítrios Papadimoúlis |
| 4    | Ioánnis Dragasákis     |
| 5    | Réna Doúrou            |
| 6    | Dimítris Stratoúlis    |
| 7    | Nádia Valaváni         |
| 8    | Petros Tatsopoulos     |
| 9    | Euclide Tsakalotos     |
| 10   | Efstáthios Panagoúlis  |
| 11   | Apostolos Alexopoulos  |
| 12   | Haroula Kafandari      |
| 13   | Vasilikí Katrivánou    |

#### Nouvelle Démocratie
La liste de la Nouvelle Démocratie est deuxième et obtient treize sièges.
| Rang | Nom                              |
| ---- | -------------------------------- |
| 1    | Kyriákos Mitsotákis              |
| 2    | Kostís Hadjidákis                |
| 3    | Sofía Voúltepsi                  |
| 4    | Argyris Dinopoulos               |
| 5    | Miltiádis Varvitsiótis           |
| 6    | Spyrídon-Ádonis Georgiádis       |
| 7    | Evángelos Meïmarákis             |
| 8    | Aris Spiliotopoulos              |
| 9    | Yerásimos Yakoumátos             |
| 10   | Vyron Polydoras                  |
| 11   | Ánna Karamanlí                   |
| 12   | Panos Panagiotopoulos            |
| 13   | Ekaterini Papakosta-Sidiropoulou |

#### Mouvement socialiste panhellénique
La liste du Mouvement socialiste panhellénique est troisième et obtient quatre sièges.
| Rang | Nom                    |
| ---- | ---------------------- |
| 1    | Andréas Lovérdos       |
| 2    | Michális Chryssohoïdis |
| 3    | Mimis Androulakis      |
| 4    | Apostolos Kaklamanis   |

#### DIMAR
La liste de la DIMAR est quatrième et obtient trois sièges.
| Rang | Nom                      |
| ---- | ------------------------ |
| 1    | Fótis Kouvélis           |
| 2    | Grigoris Psarianos       |
| 3    | Odyssefs-Nikos Voudouris |

#### Grecs indépendants
La liste des Grecs indépendants est cinquième et obtient trois sièges.
| Rang | Nom                  |
| ---- | -------------------- |
| 1    | Pános Kamménos       |
| 2    | Ioannis Dimaras      |
| 3    | Vassilios Kapernaros |

#### Aube dorée
La liste d'Aube dorée est sixième et obtient trois sièges.
| Rang | Nom                    |
| ---- | ---------------------- |
| 1    | Nikólaos Michaloliákos |
| 2    | Eléni Zaroúlia         |
| 3    | Geórgios Germenís      |
| 4    | Ilías Panayiótaros     |

Le président du parti Nikólaos Michaloliákos choisit de siéger pour la première circonscription d'Athènes ; Ilías Panayiótaros devient député pour la deuxième circonscription d'Athènes.

#### Parti communiste de Grèce
La liste du Parti communiste de Grèce est septième et obtient trois sièges.
| Rang | Nom                 |
| ---- | ------------------- |
| 1    | Aléka Paparíga      |
| 2    | Spyridon Chalvatzis |
| 3    | Chrístos Katsótis   |

## Élections législatives de janvier 2015

### Résultats
La deuxième circonscription d'Athènes élit 44 députés en janvier 2015. Les sièges sont répartis à l'issue d'un scrutin proportionnel plurinominal avec prime majoritaire entre les listes ayant obtenu au moins 3 % des suffrages exprimés au niveau national.
1 047 825 électeurs se sont exprimés sur 1 438 936 inscrits, soit un taux de participation de 72,82 %. Parmi les vingt-deux listes candidates, sept listes obtiennent au moins un siège dans la circonscription.
| Rang | Liste                              | Nombre de voix | Pourcentage des voix | Nombre de sièges |
| ---- | ---------------------------------- | -------------- | -------------------- | ---------------- |
| 1    | SYRIZA                             | +380 701,      | 37,09 %              | 19               |
| 2    | Nouvelle Démocratie                | +263 441,      | 25,66 %              | 11               |
| 3    | La Rivière                         | +078 692,      | 7,67 %               | 4                |
| 4    | Parti communiste de Grèce          | +071 190,      | 6,93 %               | 3                |
| 5    | Aube dorée                         | +058 789,      | 5,73 %               | 3                |
| 6    | Grecs indépendants                 | +050 332,      | 4,90 %               | 2                |
| 7    | Mouvement socialiste panhellénique | +034 887,      | 3,40 %               | 2                |

### Députés
La répartition des sièges au sein de chaque liste élue dépend du nombre de voix obtenues individuellement par chaque candidat, suivant le système du vote préférentiel. Dans la deuxième circonscription d'Athènes, les listes peuvent comporter jusqu'à 48 candidats. Les électeurs peuvent exprimer un vote préférentiel pour quatre candidats sur la liste pour laquelle ils votent.

#### SYRIZA
La liste de la SYRIZA est en tête et obtient dix-neuf sièges.
| Rang | Nom                          | Nombre de voix |
| ---- | ---------------------------- | -------------- |
| 1    | Yánis Varoufákis             | +142 046,      |
| 2    | Ioánnis Dragasákis           | +098 767,      |
| 3    | Panayótis Kouroumblís        | +058 812,      |
| 4    | Nádia Valaváni               | +057 362,      |
| 5    | Dimítris Stratoúlis          | +054 871,      |
| 6    | Nikólaos Chountís            | +047 732,      |
| 7    | Níkos Pappás                 | +046 029,      |
| 8    | Efklídis Tsakalótos          | +030 928,      |
| 9    | Georgios Dimaras             | +029 455,      |
| 10   | Ioannis Balafas              | +026 457,      |
| 11   | Níkos Xydákis                | +023 785,      |
| 12   | Theanó Fotíou                | +022 824,      |
| 13   | Vasilikí Katrivánou          | +021 830,      |
| 14   | Haroula Kafandari            | +021 104,      |
| 15   | Dimítrios Vítsas             | +020 080,      |
| 16   | Eleni Avlonitou              | +019 773,      |
| 17   | Ioannéta Kavvadía            | +018 414,      |
| 18   | Efstáthios Panagoúlis        | +017 746,      |
| 19   | Konstantinos-Iraklis Isychos | +017 730,      |

#### Nouvelle Démocratie
La liste de la Nouvelle Démocratie est deuxième et obtient onze sièges.
| Rang | Nom                          | Nombre de voix |
| ---- | ---------------------------- | -------------- |
| 1    | Níkos Déndias                | +093 567,      |
| 2    | Kyriákos Mitsotákis          | +091 783,      |
| 3    | Spyrídon-Ádonis Georgiádis   | +073 959,      |
| 4    | Kostís Hadjidákis            | +056 630,      |
| 5    | Miltiádis Varvitsiótis       | +045 360,      |
| 6    | Evángelos Meïmarákis         | +042 622,      |
| 7    | Geórgios Koumoutsákos        | +033 907,      |
| 8    | Ánna Karamanlí               | +029 870,      |
| 9    | Sofía Voúltepsi              | +027 573,      |
| 10   | Ánna-Michelle Assimakopoúlou | +025 283,      |
| 11   | Yerásimos Yakoumátos         | +022 700,      |

#### La Rivière
La liste de La Rivière est troisième et obtient quatre sièges.
| Rang | Nom                   | Nombre de voix |
| ---- | --------------------- | -------------- |
| 1    | Grigórios Psarianós   | +018 388,      |
| 2    | Theokháris Theokháris | +018 185,      |
| 3    | Geórgios Amyrás       | +012 666,      |
| 4    | Antigóni Lymberáki    | +011 691,      |

#### Parti communiste de Grèce
La liste du Parti communiste de Grèce est quatrième et obtient trois sièges.
| Rang | Nom                  | Nombre de voix |
| ---- | -------------------- | -------------- |
| 1    | Dimítris Koutsoúmbas | +071 190,      |
| 2    | Athanasios Pafilis   | +039 825,      |
| 3    | Chrístos Katsótis    | +023 162,      |

#### Aube dorée
La liste d'Aube dorée est cinquième et obtient trois sièges.
| Rang | Nom                | Nombre de voix |
| ---- | ------------------ | -------------- |
| 1    | Geórgios Germenís  | +020 164,      |
| 2    | Ilías Panayiótaros | +019 866,      |
| 3    | Eléni Zaroúlia     | +018 386,      |

#### Grecs indépendants
La liste des Grecs indépendants est sixième et obtient deux sièges.
| Rang | Nom                          | Nombre de voix |
| ---- | ---------------------------- | -------------- |
| 1    | Pános Kamménos               | +050 332,      |
| 2    | Athánasios Papachristópoulos | +006 155,      |

#### Mouvement socialiste panhellénique
La liste du Mouvement socialiste panhellénique est septième et obtient deux sièges.
| Rang | Nom              | Nombre de voix |
| ---- | ---------------- | -------------- |
| 1    | Fófi Gennimatá   | +022 323,      |
| 2    | Andréas Lovérdos | +017 452,      |